# Nectandra astyla
Nectandra astyla  es una especie de planta con flor en las Lauraceae. Es endémica de Perú. 
Árbol conocido sólo del material tipo, colectado en 1933, de un remanente de bosque talado; y podría estar en el Bosque de Protección Alto Mayo. La localidad original del espécimen tipo tiene destrucción de hábitat y tasa alta de deforestación, que explica su ausencia de registro en las colecciones de herbario.

## Fuente
- World Conservation Monitoring Centre 1998.  Nectandra astyla.   2006 IUCN Lista Roja de Especies Amenazadas; bajado 22 de agosto de 2007

1. ↑   Endemia